# 土壟灣堰
土壟灣堰為一座位在臺灣高雄市六龜區攔截荖濃溪溪水的攔河堰，其又有土壟堰堤，或是土壠壩的稱法。

## 沿革
土壟灣堰最早為日治時期明治44年（1911年）配合台灣總督府電氣作業所興建的土壟灣發電所發電用水來源，於發電所上游2公里處所興建之攔河堰。

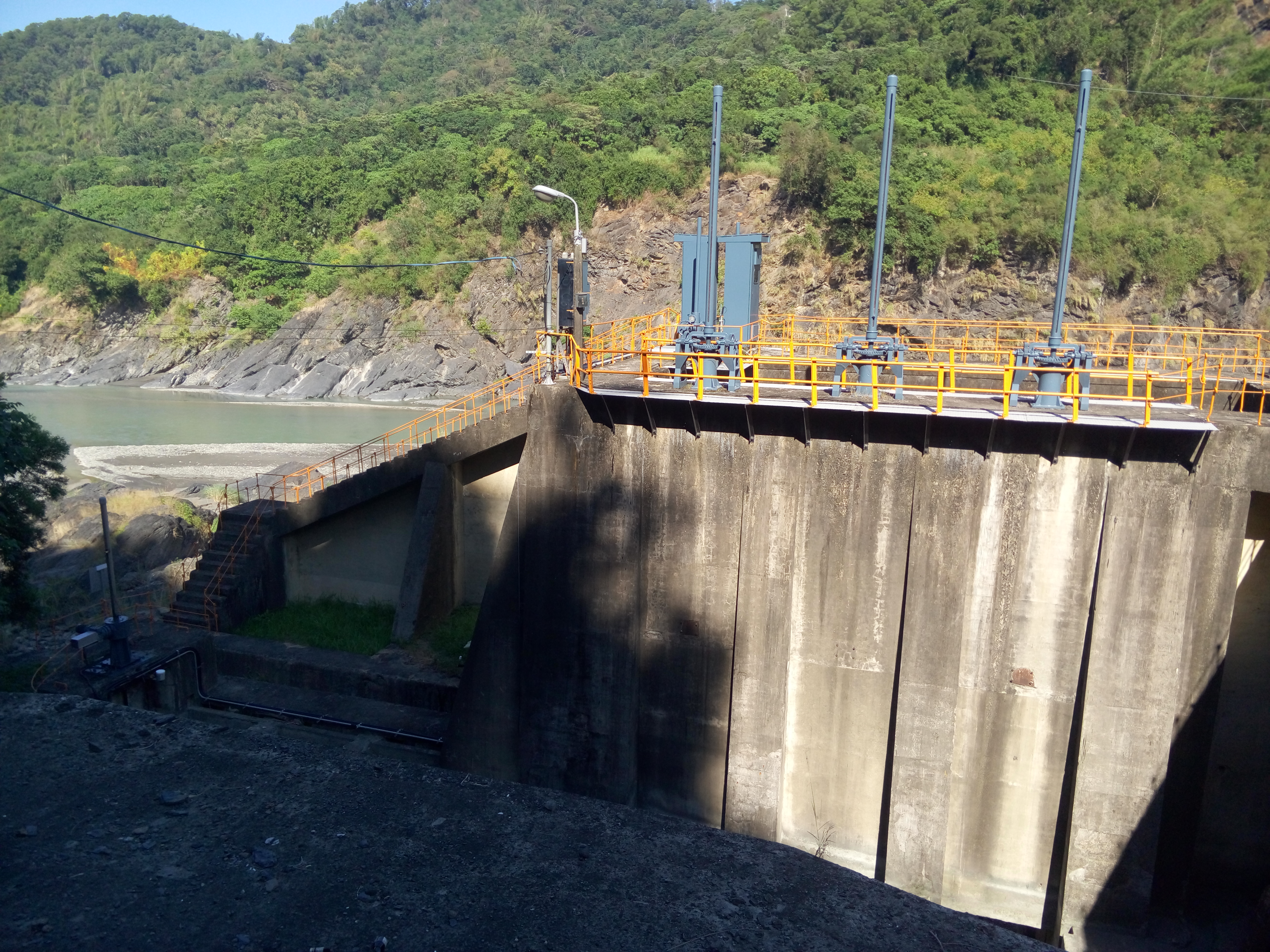
舊進水口閘門

大正7年（1918年），因土壟灣堰原壩基地基不穩導致攔河堰右端被洪水沖毀50公尺。因此台灣總督府方面再於原遭沖毀的攔河堰上游2公里處，重建一座新進水口，以導水隧道貫通舊進水口，並在舊進水口之構造物旁興建擋水牆兩座以防漏水，而構造物本身也改作為沉砂池。
戰後，土壟灣發電所轉交由台灣電力公司進行管理，而土壟灣堰也隨之交由台電公司繼續維護，民國93年（2004年），7月敏督利颱風造成臺灣中南部地區的七二水災，因山區降下豪大雨，造成荖濃溪溪水暴漲，當時土壟灣堰首當其衝受到洪水沖擊仍屹立不搖，然而在民國98年（2009年）8月，莫拉克颱風侵襲，同樣造成臺灣中南部地區的八八水災，當時，土壟灣堰壩體前端遭大水沖毀，荖濃溪河床也因為淤積砂石造成攔河堰壩前與壩底完全淤滿失去攔水功能，災後台電公司隨即展開土壟灣堰維修工程迄今。

## 諸元

### 管理
- 水壩名稱：土壟灣堰
- 管理機關：臺灣電力公司
- 興建目的：水力發電
- 興建概述：於高屏溪支流荖濃溪獅額頭處興建一座攔河堰來引水至高屏發電廠六龜機組（土壟灣發電廠）進行發電
- 水壩位置：高雄市六龜區

### 水庫
- 擷水來源：荖濃溪（高屏溪支流）
- 集水面積：8.39平方公里（3平方英里）[1]
- 水庫容量：不適用（川流式）[1]
- 有效庫容：不適用（川流式）[1]
- 正常蓄水位標高：266.87公尺[2]
- 最高洪水位標高：271.87公尺[2]
- 滿水位面積：不適用（川流式）[1]
- 現有效蓄水量：不適用（川流式）[1]

### 水壩
- 水壩類型：混凝土重力壩
- 興建日期：1911年（明治44年）
- 完工日期：1917年（大正6年）
- 壩頂標高：269.77 公尺[2]
- 壩身高度：7.9 公尺[1]
- 壩頂長度：104公尺[2]
- 壩頂寬度：104公尺（341英尺）[1]
- 水壩體積：4087 立方公尺[2]

### 發電
- 供給機組：高屏發電廠六龜機組
- 始運日期：1918年（大正7年）
- 計畫效益：年發電量24,900,000kwh（千瓦·時）
- 發電機組：裝機容量:45,000 kw（千瓦）
- 年發電量：15億4000度[7]

## 資料來源
1. 1 2 3 4 5 6 7 8 9 10   (PDF). 經濟部水利署.   [2015-12-03]. （原始内容 (PDF)存档于2016-03-04） （中文（臺灣））.
2. 1 2 3 4 5 6 7 8 9 10 11  黃文政. . 國立臺灣海洋大學河海工程研究所.   [2015-12-03]. （原始内容存档于2009-11-24） （中文（臺灣））.
3. 1 2   (PDF). 臺灣電力公司.   [2015-08-08]. （原始内容 (PDF)存档于2014-02-03） （中文（臺灣））.
4. ↑  . 經濟部水利署. 2015-01-30  [2015-12-03]. （原始内容存档于2016-03-05） （中文（臺灣））.
5. ↑  葉玉茵.  (PDF). 2014-10-24  [2015-12-03]. （原始内容 (PDF)存档于2019-05-15） （中文（臺灣））.
6. ↑  . 隨意窩. 2010-11-07  [2015-08-08]. （原始内容存档于2019-05-04） （中文（臺灣））.
7. 1 2 3 4  . 高雄市六龜區戶政事務所.   [2015-12-03] （中文（臺灣））.[永久]
8. ↑  林炳炎. . 北投埔林炳炎. 2007-10-04  [2015-12-03]. （原始内容存档于2019-05-08） （中文（臺灣））.
9. ↑  「高屏發電廠六龜機組取水有爭議」，2012-08-18╱台灣時報╱第11版╱高雄都要聞╱江文兟